# Interview (2007)
Interview is een Amerikaanse film uit 2007 onder regie van Steve Buscemi. De film is gebaseerd op Theo van Goghs Interview. In de film spelen ook Nederlanders mee. Dit is de eerste Amerikaanse verfilming van een film van Van Gogh.

## Verhaal
Een politiek journalist moet, met grote tegenzin, hij verslaat liever een groot schandaal dat binnen het Witte Huis heeft plaatsgevonden, een interview doen met een populaire soapactrice. Wat begint als interview ontaardt in een verbaal steekspel met grote gevolgen als verschillende ontwikkelingen plaatsvinden. Hij moet, ondanks zijn afschuw voor de dame, haar zien over te halen informatie te delen. Ook stiekeme acties en leugens worden gebruikt om over en weer psychologische en donkere geheimen boven water te krijgen.

## Ontstaan en productie
Het was altijd al een droom van Theo van Gogh om een Amerikaanse verfilming te krijgen van een van zijn gemaakte films. Van Gogh had altijd moeite met het beperkte budget van Nederlandse films en wilde steun krijgen van meer flexibiliteit uit de Verenigde Staten. Twee jaar na zijn dood komt zijn droom uit: in januari 2007 wordt voor het eerst een (Amerikaanse) remake van zijn film vertoond op het Sundance Film Festival.
Van Gogh nam ooit contact op met Bruce Weiss om een van zijn films te laten verfilmen in de Verenigde Staten. Weiss verwees hem door naar acteur en regisseur Steve Buscemi. Buscemi zag de films Blind Date, 06/05 en Interview. Buscemi koos voor de film Interview, mede door het idee dat enkel een interview als film een enorme uitdaging is.
Steve Buscemi besloot ook de hoofdrol in de film te nemen. Om zijn rol als hoofdpersoon en regisseur te combineren, zocht hij hulp bij de Nederlandse crew. Hij wist dan ook enkele personen over te halen mee te doen die eerder betrokken waren bij andere films van Van Gogh.
De eerste die hij koos (naast zichzelf) was dan ook de actrice die Katya zou moeten spelen: Sienna Miller. Buscemi raakte overtuigd van haar rollen in de films Alfie en Layer Cake en hij wist dat Miller ook al veel te verduren heeft gehad van de pers. Miller nam de rol aan al voordat ze het script las.
Buscemi besloot op dezelfde manier te werken als Van Gogh dit deed: op hoge snelheid, met drie digitale camera's die tegelijk draaien. Dit was namelijk een onderdeel van de deal met Column Producties. Een take duurde vaak erg lang, zonder pauzes. Zo werd de film in negen nachten gedraaid. Van Gogh zelf draaide de film in slechts vijf dagen.
Het script van Theodor Holman werd hier en daar gewijzigd door David Schechter en Buscemi zelf. In de Nederlandse film waren de namen van de personages Pierre en Katja ook de namen van de acteurs. Buscemi koos ervoor om de namen niet te veranderen, als eerbetoon aan de acteurs. Buscemi vertelde veel respect te hebben voor de acteurs. Door een ontmoeting met Katja Schuurman, kreeg Schuurman ook nog een cameo aan het einde van de film.
Verder wilde Buscemi er niet veel aan veranderen. Hij wilde geen letterlijke vertaling van het script, maar hij veranderde wel enkele praktische zaken. In het origineel ging Pierre al gauw na de ontmoeting met Katja mee naar huis. In de Verenigde Staten komt dit niet zelden voor. Daarom liet Buscemi het personage Pierre een ongeluk krijgen waardoor hij gedwongen was met Katya mee naar huis te gaan.

## Rolverdeling
| Acteur          | Personage     |
| --------------- | ------------- |
| Steve Buscemi   | Pierre Peters |
| Sienna Miller   | Katya         |
| Tara Elders     | Maggie        |
| Katja Schuurman | -             |